# Älghult
Älghult is een plaats in de gemeente Uppvidinge in het landschap Småland en de provincie Kronobergs län in Zweden. De plaats heeft 481 inwoners (2005) en een oppervlakte van 91 hectare.